# Ereconsul
Een ereconsul (België) of honorair consul (Nederland), in het Engels: honorary consul is - net zoals een ambassadeur of een consul - een persoon die aangesteld is door de overheid van een land de landsbelangen te behartigen ten behoeve van dat land of diens burgers. Zij zijn, anders dan de ambassadeurs of beroepsconsuls onbetaald actief. In tegenstelling tot de "traditionele" diplomaten zijn het burgers die geen deel uitmaken van de ambtenarij of van het overheidsapparaat op zich. Wel functioneren zij onder de verantwoordelijkheid van de betreffende overheid.

## Vereisten
Honoraire consuls hebben niet noodzakelijk de nationaliteit van het land dat ze vertegenwoordigen. Het is in hoofdzaak een eretitel. De benoemingsprocedure is voor elk land weer verschillend. Soms is het een beloning voor bewezen diensten van de persoon aan het betreffende land, soms heeft een land op een bepaalde (toeristische) plaats een vertegenwoordiging nodig omdat er gedurende lange tijd veel landgenoten verblijven of kortstondig op bezoek komen. Het grootste aantal consuls, consuls generaal of honorair consuls kan men in havensteden vinden. Zo heeft Hamburg een zestigtal consuls en New York meer dan honderd (uitgezonderd de posten voor de Verenigde Naties). Landen stellen honoraire consuls aan in steden of regio's waar zij wél belangen hebben maar waar geen ambassade of consulaat generaal is gevestigd. Soms is het voor een land de enige manier om een vertegenwoordiging te hebben in een bepaald land. Er zijn dan ook honoraire consuls die nog nooit het land dat zij vertegenwoordigen hebben bezocht.

## Taken en bevoegdheden
Ook de bevoegdheden van honoraire consuls zijn verschillend van hun "betaalde" tegenhangers in de ambassades of de consulaten. Soms bestaat hun taak uitsluitend uit het verstrekken van informatie over het land, het promoten van het land op tal van activiteiten en het doorverwijzen van het gros van de aanvragen naar de bevoegde consulaire post, respectievelijk de ambassade in de hoofdsteden of het consulaat in secundaire steden. Soms mag de honoraire consul ook visa uitreiken. De honoraire consul speelt vooral een rol bij het promoten van de handel en de cultuur van het land dat hem heeft aangesteld.
Normaliter woont een honoraire consul al lange tijd in een bepaalde regio en heeft hij nauwe contacten, ofwel door geboorte, afkomst of vanwege economische redenen, met het land dat hij vertegenwoordigt. Vaak zien we de honoraire consuls als eigenaar of directeur van een onderneming die zakelijk actief is in het betreffende land. Voor de honoraire consuls in kwestie is het hoofdzakelijk de eer die het hem doet, in combinatie wellicht met het versterken van zijn zakelijke banden. Voor het land is het een goedkope manier om zijn aanwezigheid en zichtbaarheid in het buitenland te vergroten. Veel kleinere landen kunnen een wereldwijd netwerk van beroepsdiplomaten immers niet betalen. Soms spelen er ook politieke motieven mee, zoals het ereconsulschap van Léon Rochtus, die in 1975, ten tijde van het VN-embargo tegen de apartheid in Zuid-Afrika, ereconsul van Zuid-Afrika in België werd.

## Verplichtingen en status
De honoraire consul krijgt veelal geen beloning of salaris, maar vaak wel representatievergoedingen. In tegenstelling tot de beroepsdiplomaten, geniet de honoraire consul geen volledige, maar een beperkte vorm van diplomatieke onschendbaarheid. Het onderscheid is ook te zien aan de plaatjes op de auto's. CD (Corps Diplomatique) voor de beroeps- en CC (Corps Consulaire) voor de honoraire consuls. Algemeen wordt aangenomen dat een honoraire consul in een gemiddeld westers land jaarlijks tussen de € 20.000 en de € 25.000 kost. Honoraire consuls zijn bijna steeds afkomstig uit de hogere maatschappelijke kringen of het bedrijfsleven. Een bekende ereconsul uit Nederlands is Reinout Oerlemans (Los Angeles)